# Società Anonima Invicta

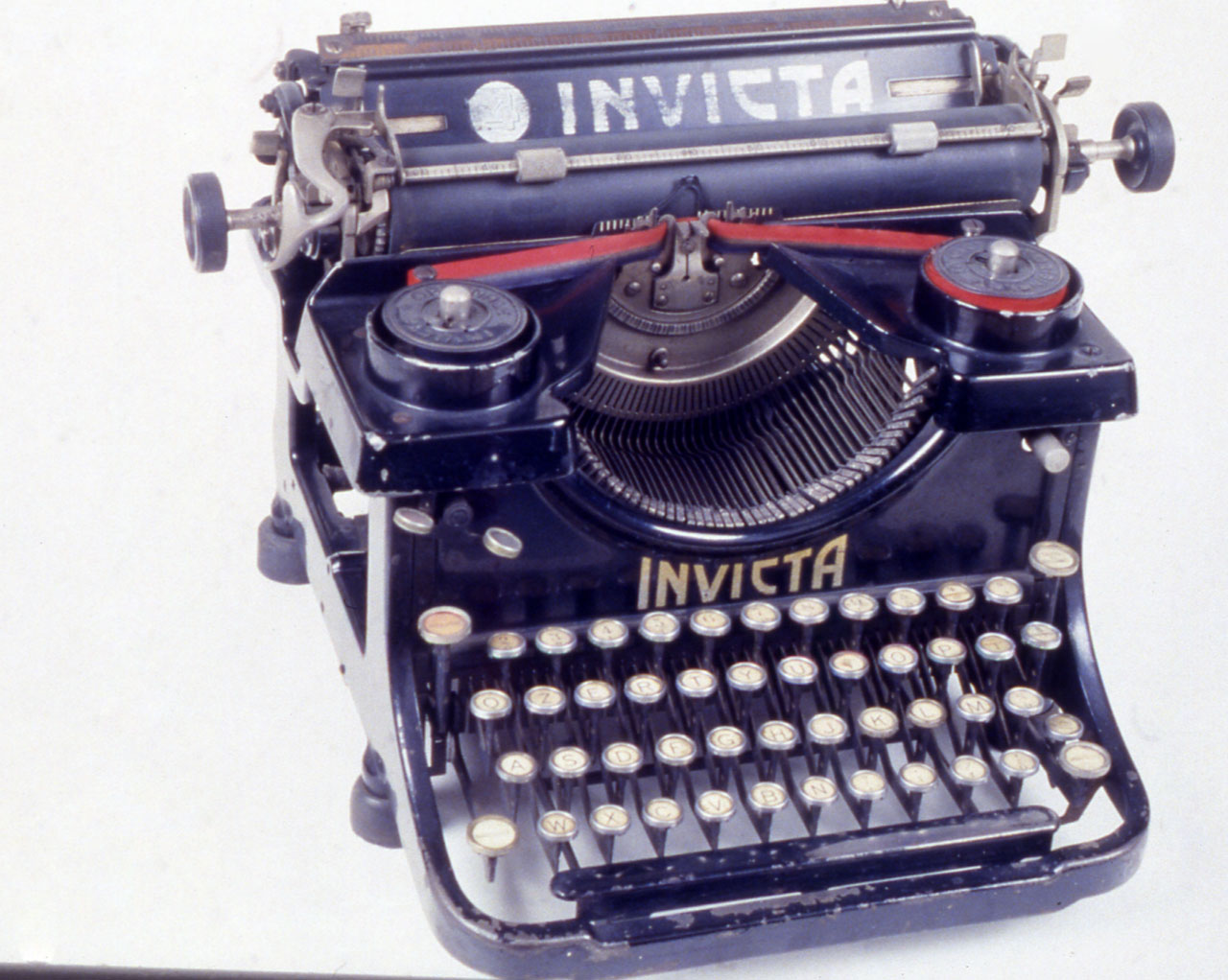
Invicta N.4, macchina per scrivere a martelletti portacaratteri prodotta dal 1927 al 1929

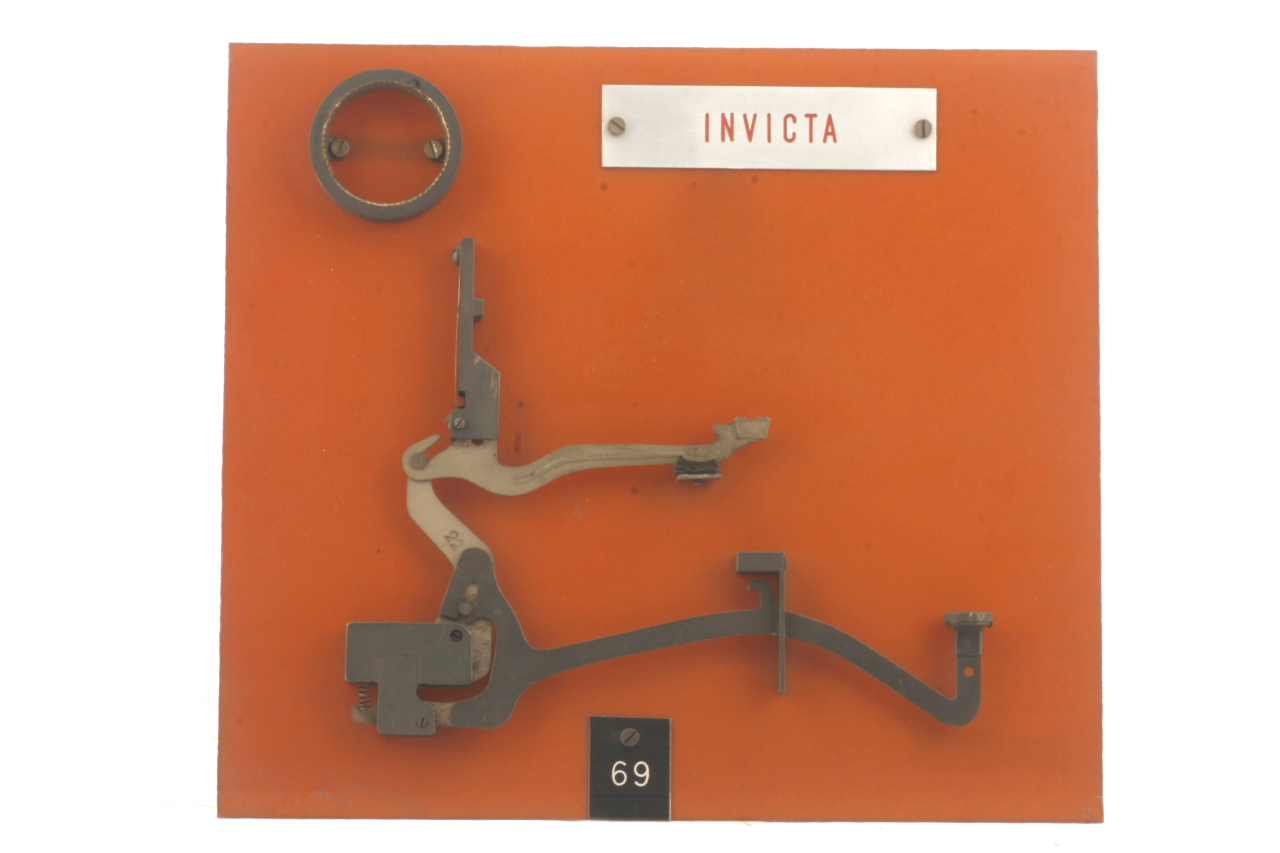
Cinematismo di un tasto della macchina Invicta

La Società Anonima Invicta è stata un'azienda italiana operante nel settore delle macchine da scrivere. Ha prodotto modelli dal 1921 al 1950, a Torino.

## Storia
Fondatore fu l'ing Giuseppe Giacherio che creò l'azienda grazie alle esperienze maturate negli Stati Uniti.
L'azienda diventò una controllata di Olivetti a partire dal 1938, che ne dismise definitivamente sia produzione che marchio nel 1950.

## Modelli
- Invicta dal 1923[1]
- Invicta N.3 dal 1925[1]

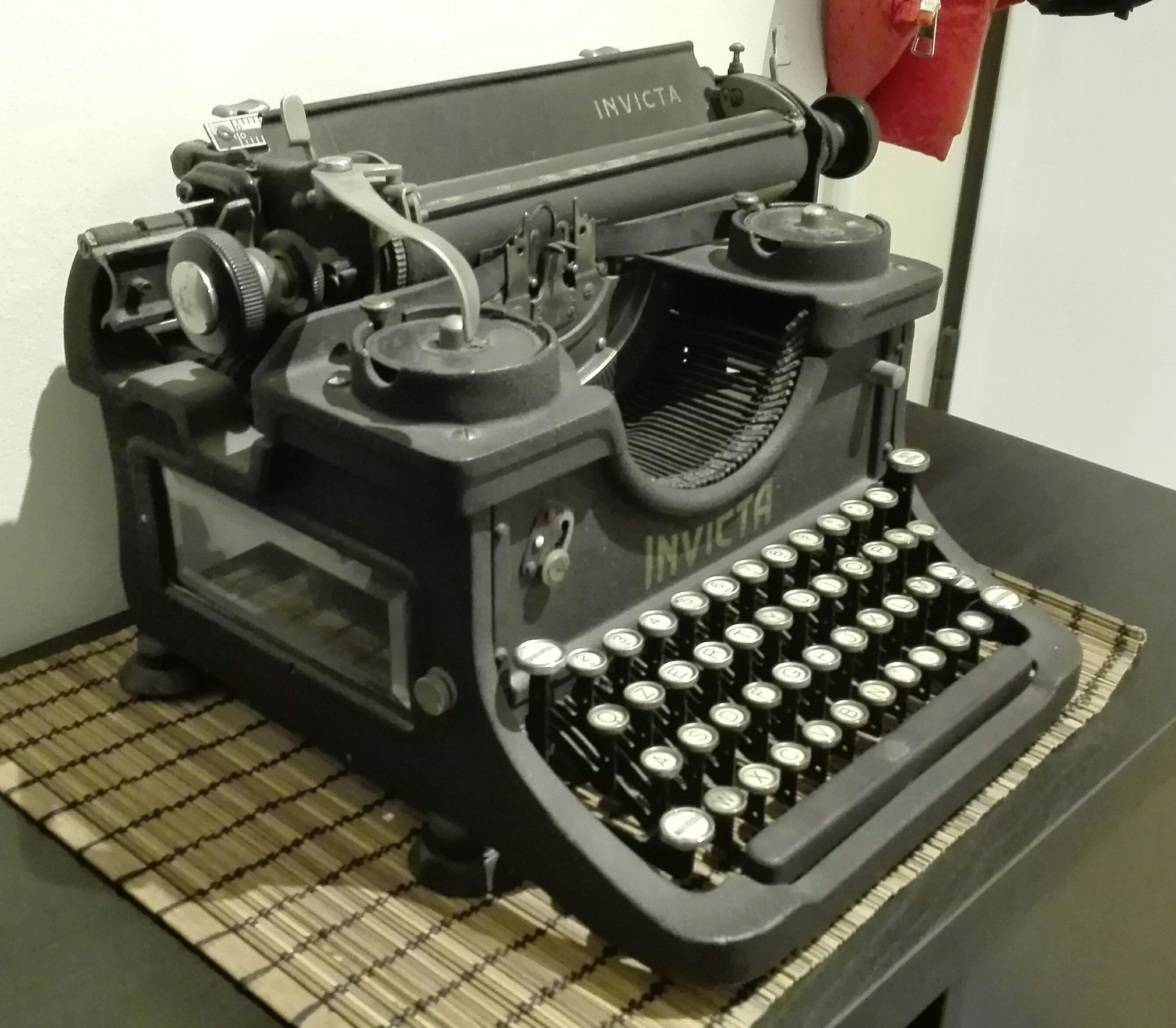
Modello numero 5

- Invicta N.4 dal 1927 al 1929. Progettista Giacherio Giuseppe.[2]
- Invicta N.5 dal 1929[1]
- Invicta N.10 e Invicta N.10 Littoria dal 1930 [3]
- Invicta N.60 dal 1936[1]
- Invicta mod. Electa dal 1936 [3]
- Invicta Littoria del periodo fascista. Design di Aldo Magnelli e meccanica di Riccardo Levi[3]
- Invicta portatile dal 1938. Ha ancora il marchio Invicta ma la struttura e la meccanica sono della Olivetti MP1 ICO[1]
- Invicta Harrods del 1938. Prodotta per i magazzini Harrods di Londra[3]
- Olivetti Studio 42 dal 1944[1]
- Olivetti Studio 44 dal 1944[1]
- Olivetti MP1 ICO dal 1947[1]